# Oscar Herrera Ahuad
Oscar Alberto Herrera Ahuad, alias Turco, (Quimilí, 20 de agosto de 1971) es un político y médico pediatra argentino, que ocupó el cargo de gobernador de la provincia de Misiones desde el 10 de diciembre de 2019 hasta el 10 de diciembre de 2023. Anteriormente, entre 2015 y 2019, ocupó el cargo de vicegobernador.

## Carrera
Nació en Quimilí, Santiago del Estero, pero se trasladó junto con su familia a Puerto Rico, Misiones, cuando tenía 10 años. 
Estudió Medicina en la Universidad Nacional del Nordeste en Corrientes. Como médico comenzó siendo residente en el Hospital Samic de Eldorado, pasando a desempeñarse como médico pediatra a tiempo completo al Hospital de Área San Pedro, institución de la cual llegó a ser director. Posteriormente fue director de Zona Noreste de Salud VI y 
Jefe de Área Programática XVIII.
Al momento de su elección como vicegobernador de Hugo Passalacqua, Herrera Ahuad era Ministro Secretario de Salud de la Provincia, durante la segunda gestión de Maurice Closs, y previamente había sido Subsecretario de Salud y Gerente Asistencial del Hospital Escuela de Agudos Dr. Ramón Madariaga de Posadas.
Fue elegido gobernador por el Frente Renovador de la Concordia en las elecciones 2019.